# Виллиомит
Виллиомит — (англ. Villiaumite) минерал фторид натрия  с химической формулой NaF.

## Открытие
Минерал впервые обнаружил в 1908 году Максим Виллиом в Гвинее; первое описание сделал А. Лакруа. Название дано по имени первооткрывателя.

## Свойства
Содержание (в %): Na — 54,76; F — 45,24. Излом кристаллов раковистый, агрегатов — неровный. Хрупок.
Спайность совершенная. Агрегаты — зёрна и их агрегаты. В природе кристаллы имеют кубическую форму.
Удельный вес 2,79 г/см³. Цвет карминово-красный, темно-вишневый; изредка бесцветный.
Цвет черты — бледно-розовая до белой. Блеск стеклянный. Излом раковистый, неровный.
Легко плавится, по охлаждении образуется мутное бесцветное стекло. Легко растворим в холодной воде.

## Безопасность
Виллиомит, содержащий фторид натрия, является потенциально-токсичным веществом (в высоких дозах).